# Non prendere impegni stasera
Non prendere impegni stasera è un film del 2006 diretto da Gianluca Maria Tavarelli.

## Trama
Roma, notte del 23 dicembre: un uomo si getta nel Tevere. Tre mesi prima, piccole storie d'amore si sviluppano: in un appartamento Alessandro e Irene conversano della claustrofobia di lui, mentre in quello adiacente Giorgio e Mariella litigano dopo aver fatto l'amore.
Per strada Pietro confessa alla sua amante Cinzia di avere un tumore, Nanni bacia Paola già promessa a un altro, il maturo Andrea ama la più giovane Veronica tradendo la propria moglie, Vittorio si innamora di una massaggiatrice cinese, e infine Iole consuma incensi e mangia vegetariano in attesa di una storia che spezzi la sua solitudine.
Nell'arco di tre mesi le vicende dei personaggi si incrociano, si risolvono, finiscono, anche tragicamente. Alessandro si farà truffare da una maga, Giorgio sarà lasciato da Mariella e finirà per incontrare Iole, Pietro subirà un'operazione chirurgica per rimuovere il tumore e salverà la vita all'aspirante suicida del Tevere, Nanni avrà come unica consolazione l'abbraccio dell'amico Vittorio, Andrea lascerà la moglie ma morirà durante una gita in barca con Veronica.

## Produzione
Il film è stato prodotto dalla Lama Film e Taodue Film.

## Distribuzione
Il film è stato presentato il 5 settembre 2006 al Mostra internazionale d'arte cinematografica; il 27 settembre al Annecy Italian Film Festival; il 13 aprile 2007 al Toulouse Rencontres du Cinéma Italien. Nelle sale cinematografiche italiane è stato distribuito il 15 giugno.

## Accoglienza
Nel primo week-end di programmazione il film incassa 7731 €. Il film non viene accolto molto positivamente dalla critica: su IMDb riceve un punteggio di 5.6/10; su MYmovies 2.35/5; su Comingsoon 5.5/10.